# San Miguel Canoa

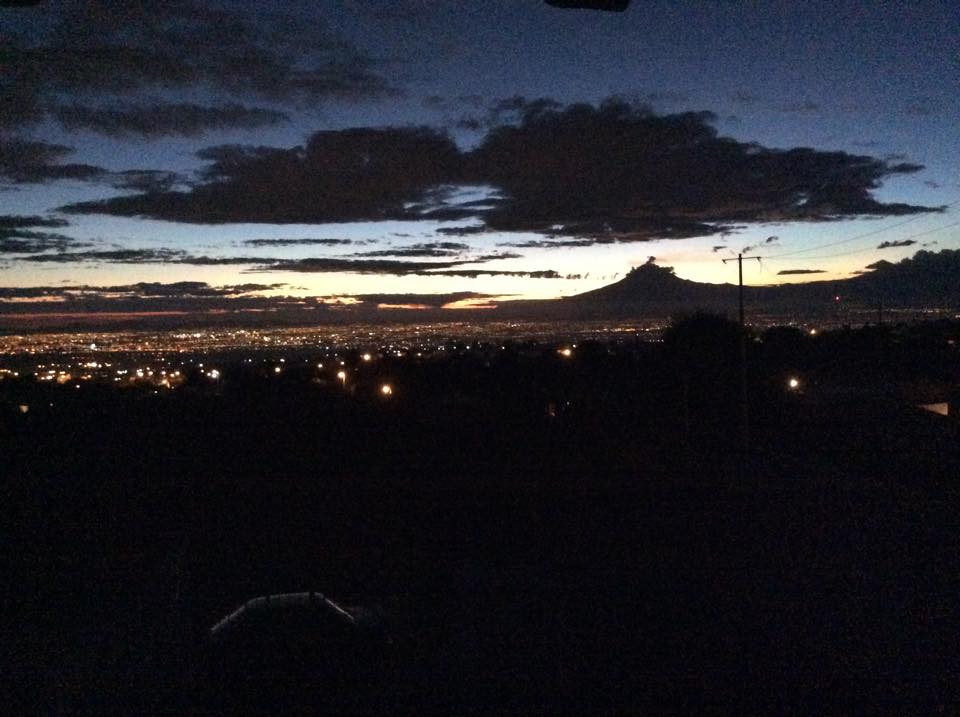
Imagen de la ciudad de Puebla vista de noche desde el pueblo de San Miguel Canoa

San Miguel Canoa es una junta auxiliar de Puebla, México, ubicado a una distancia de 12 kilómetros al noreste de la ciudad de Puebla de Zaragoza, capital del Estado. Forma parte del municipio de Puebla, y se encuentra en las faldas del Volcán Malintzin. Sus coordenadas geográficas son 19°09′07″N 98°06′11″O / 19.15194, -98.10306 y según el Conteo de Población y Vivienda de 2010 llevado a cabo por el Instituto Nacional de Estadística y Geografía tiene una población total de 14,863 habitantes. Hasta el 30 de octubre de 1962 tuvo el carácter de cabecera del municipio del mismo nombre, pero el decreto de dicha fecha suprimió dicho municipio y lo incorporó al de Puebla.

## Historia
El hoy San Miguel Canoa fue un poblado indígena desde la época prehispánica que fue abordado por los franciscanos de la zona para su evangelización. En 1640 pasa a ser parte de la jurisdicción del clero secular.
San Miguel Canoa es tristemente conocido por un hecho ocurrido el 14 de septiembre de 1968, cuando cinco jóvenes trabajadores de la Benemérita Universidad Autónoma de Puebla que realizaban una excursión para escalar el Volcán Malintzin, se refugiaron en el pueblo para pasar la noche, debido al mal clima que les impedía el ascenso; en ese momento México vivía la agitación del Movimiento estudiantil de 1968, por lo cual el párroco del pueblo, Enrique Meza, acusó sin fundamento a los trabajadores de ser militantes comunistas. Ante esto, los pobladores, sin tener entendimiento de la situación, resolvieron linchar a los trabajadores. En el acto también murió otra persona. De los 5 trabajadores solo 3 sobrevivieron. Estos hechos fueron relatados en la película Canoa del año 1976, dirigida por Felipe Cazals
.